# Giải vô địch bóng đá Nam Mỹ 1923
Giải vô địch bóng đá Nam Mỹ 1923 là giải vô địch bóng đá Nam Mỹ lần thứ bảy, diễn ra ở Montevideo, Uruguay từ 29 tháng 10 đến 2 tháng 12 năm 1923. Giải đấu có 4 đội tuyển tham gia, đấu vòng tròn tính điểm để chọn ra nhà vô địch. Chủ nhà Uruguay giành chức vô địch lần thứ tư sau khi vượt qua Argentina ở lượt trận đấu cuối.

## Địa điểm
| Montevideo                         |
| ---------------------------------- |
| Sân vận động Trung tâm Gran Parque |
| Sức chứa: 20.000                   |
|                                    |

## Kết quả
| Đội       | Pld | W | D | L | GF | GA | GD | Pts |
| --------- | --- | - | - | - | -- | -- | -- | --- |
| Uruguay   | 3   | 2 | 1 | 0 | 8  | 1  | +7 | 5   |
| Argentina | 3   | 1 | 2 | 0 | 2  | 0  | +2 | 4   |
| Paraguay  | 3   | 1 | 1 | 1 | 4  | 4  | 0  | 3   |
| Chile     | 3   | 0 | 0 | 3 | 1  | 10 | −9 | 0   |

## Trận đấu
| Argentina                           | 4–3 | Paraguay                            |
| ----------------------------------- | --- | ----------------------------------- |
| Saruppo 18' · Aguirre 58', 77', 86' |     | Rivas 10' · Zelada 49' · Fretes 65' |

| Uruguay                   | 2–0 | Paraguay |
| ------------------------- | --- | -------- |
| Scarone 11' · Petrone 87' |     |          |

| Brasil | 0–1 | Paraguay     |
| ------ | --- | ------------ |
|        |     | I. López 56' |

| Argentina                | 2–1 | Brasil   |
| ------------------------ | --- | -------- |
| Onzari 11' · Saruppo 76' |     | Nilo 15' |

| Uruguay               | 2–1 | Brasil   |
| --------------------- | --- | -------- |
| Petrone 56' · Cea 75' |     | Nilo 59' |

| Uruguay                 | 2–0 | Argentina |
| ----------------------- | --- | --------- |
| Petrone 28' · Somma 88' |     |           |

## Danh sách cầu thủ ghi bàn
3 bàn
| - Vicente Aguirre | - Pedro Petrone |  |

2 bàn
| - Blas Saruppo | - Nilo |  |

1 bàn
| - Cesárep Onzari - Luis Fretes - Ildefonso López | - Gerado Rivas - Agustín Zelada - José Cea | - Héctor Scarone - Pasqual Somma |